# Chaetocladius arenarius
Chaetocladius arenarius är en tvåvingeart som först beskrevs av Maurice Emile Marie Goetghebuer 1932.  Chaetocladius arenarius ingår i släktet Chaetocladius och familjen fjädermyggor.
Artens utbredningsområde är Belgien. Inga underarter finns listade i Catalogue of Life.